# Skapulier

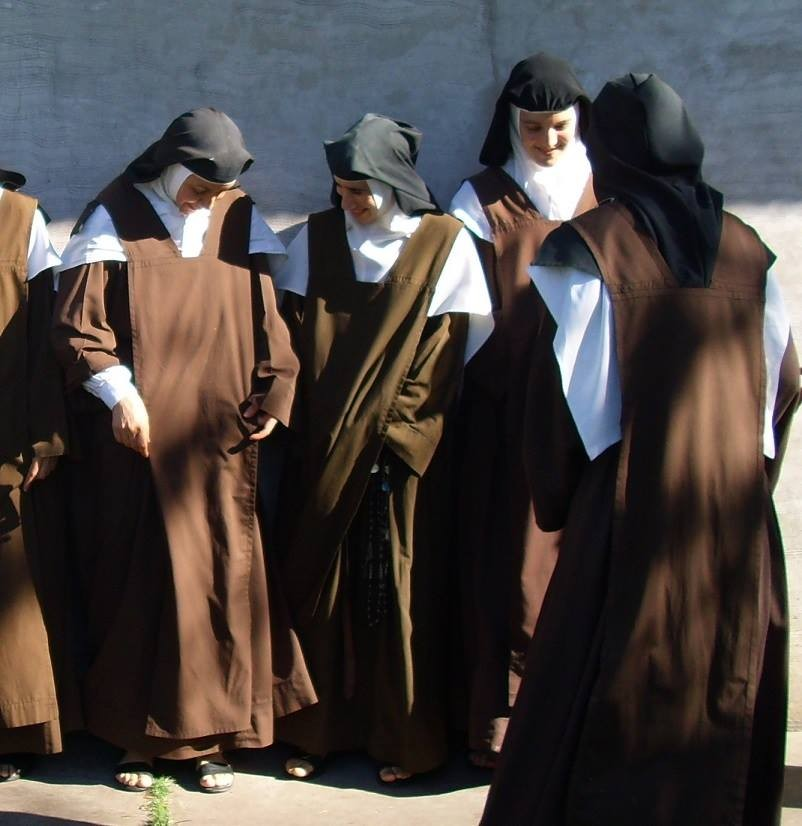
Unbeschuhte Karmelitinnen in Argentinien mit dem charakteristischen Skapulier des Ordens

Ein Skapulier (von lateinisch scapularium „Schulterkleid“) ist ein Überwurf über die Tunika einer Ordenstracht. Es besteht aus einem vorn und hinten bis fast zum Fußboden reichenden Tuch, das normalerweise durchgehend gerade oder an den Schultern etwas breiter und auf Saumhöhe geringfügig schmaler ist. Manchmal wird es über dem Zingulum (z. B. Benediktiner, Karmeliten, Kartäuser, Zisterzienser), manchmal darunter (z. B. Trappisten, Prämonstratenser) getragen.

## Skapulier als Teil des Ordensgewandes

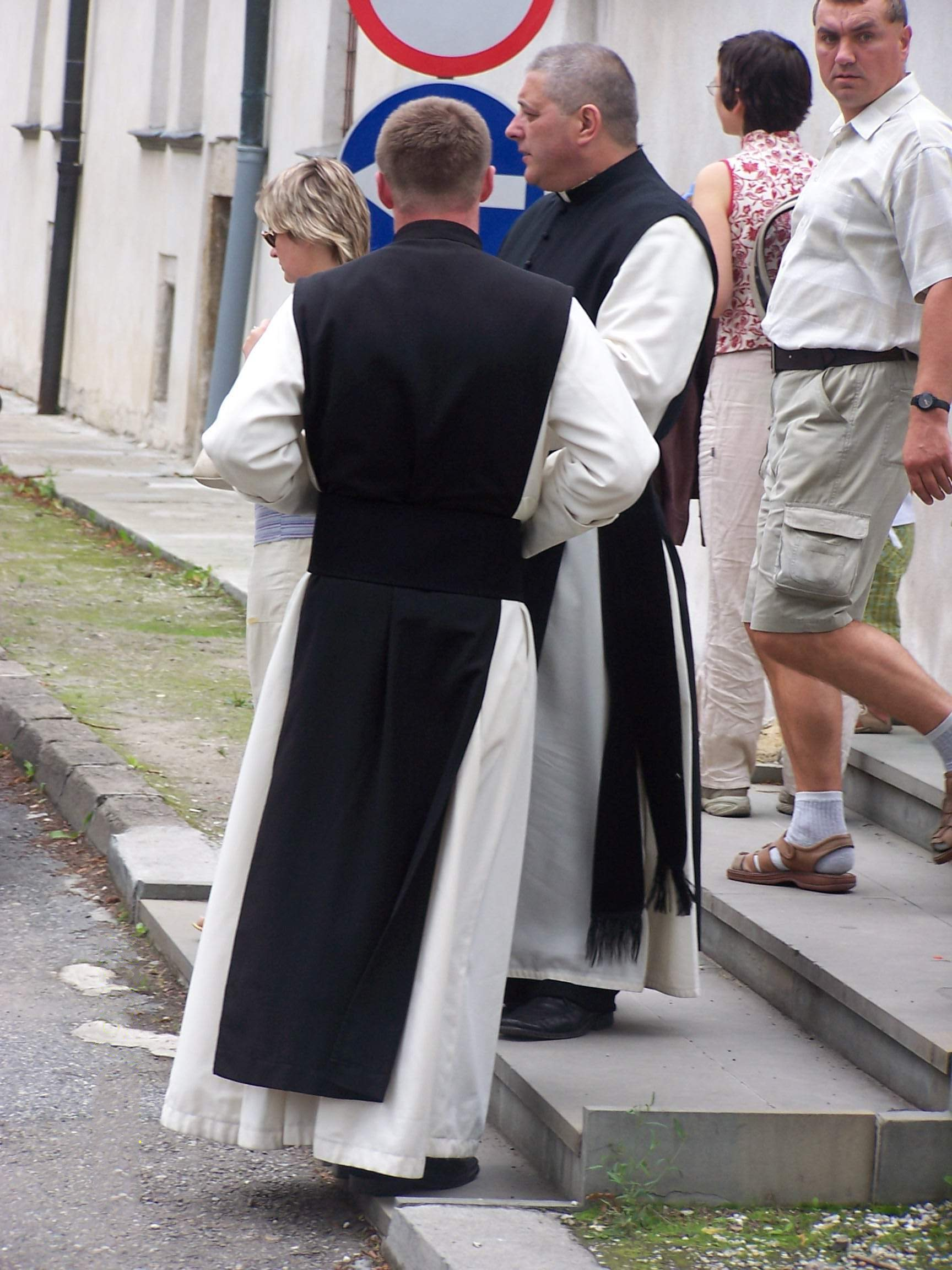
Zwei Zisterzienser mit weißer Tunika und schwarzem Skapulier

Diese Skapuliere, auch „große Skapuliere“ genannt, gehören zum Habit der meisten Orden; die Benediktiner, Zisterzienser, Trappisten, Kartäuser, Karmeliten, Dominikaner, Prämonstratenser und Kreuzherren tragen einen Habit mit Skapulier; seit dem späten Mittelalter gehörte das Skapulier auch zum Habit der Nonnen. Mancherorts wird zur Einkleidung ein etwas kürzeres oder auch ein weißes Skapulier verliehen, das dann zur ersten Profess gegen eines in der Art ausgetauscht wird, wie es auch die anderen Professen tragen.
Der Zweck des Skapuliers, das ein Sakramentale ist, ist geistlicher Natur, es symbolisiert das „Joch Christi“: „Nehmt mein Joch auf euch und lernt von mir; denn ich bin gütig und von Herzen demütig; und ihr werdet Ruhe finden für eure Seele. Denn mein Joch ist sanft und meine Last ist leicht“ (Mt 11,29–30 ).

## Kleine Skapuliere

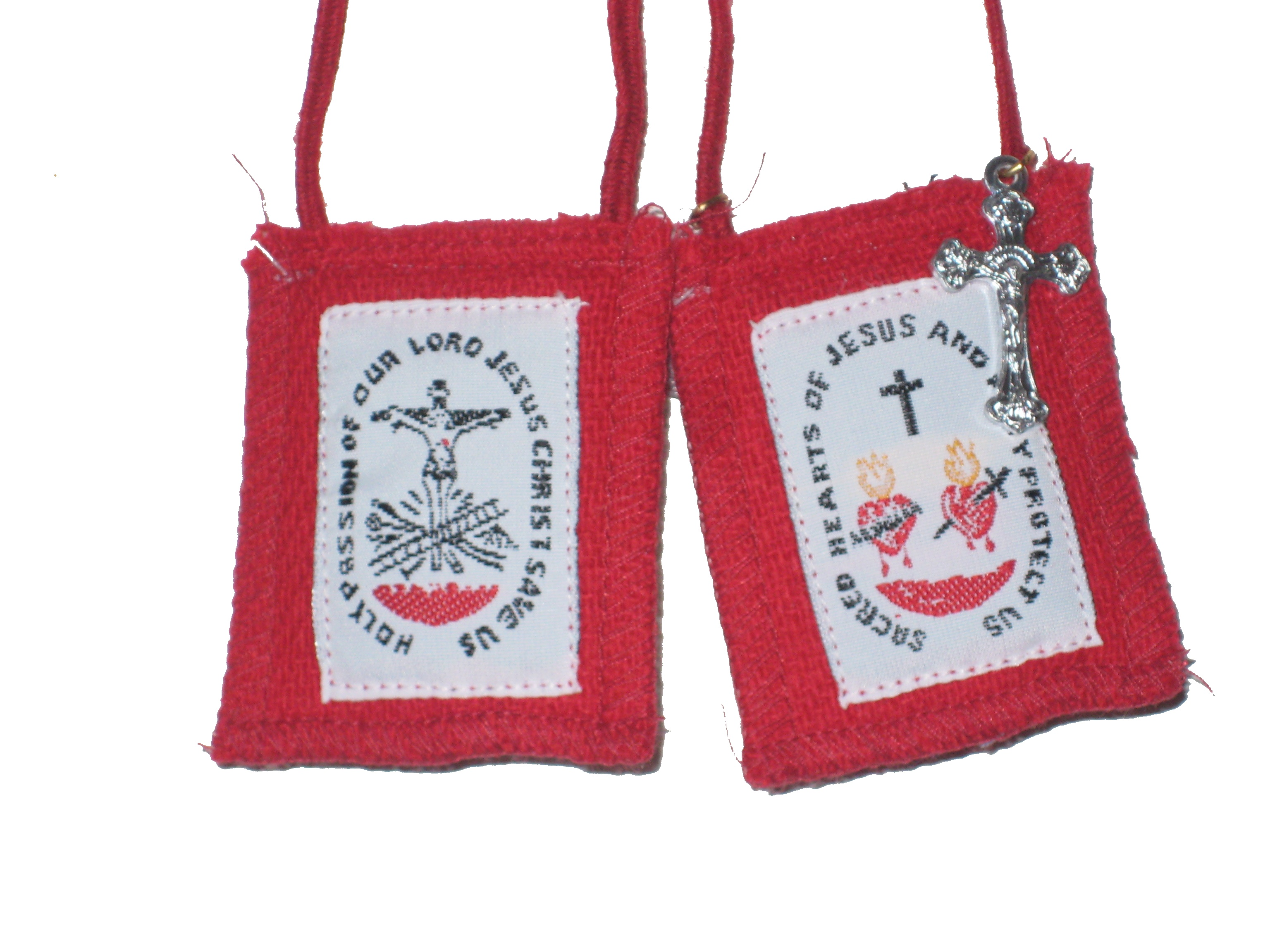
Das fünffache Skapulier, außen das rote Passionsskapulier

Die kleinen Skapuliere leiten sich von den Skapulieren der dritten Orden ab, die sich wiederum von einer verkürzten Form des großen Skapulieres ableiten, die Angehörige monastischer Orden früher während der Nachtruhe zu tragen pflegten. Die kleinen Skapuliere bestehen aus zwei, aus Stoff (in der Regel Wolle) in der Farbe des Habits der Ordensgemeinschaft gefertigten Vierecken, die durch zwei Schnüre so miteinander verbunden sind, dass jeweils eines auf der Brust und eines auf dem Rücken getragen wird. Die Größe der Stoffstücke variiert; manche sind kleiner als eine Briefmarke, andere bis zu 10 cm groß. Oft sind auf den Skapulieren kleine Abbildungen, etwa des Herzens Jesu oder der Gottesmutter, angebracht.

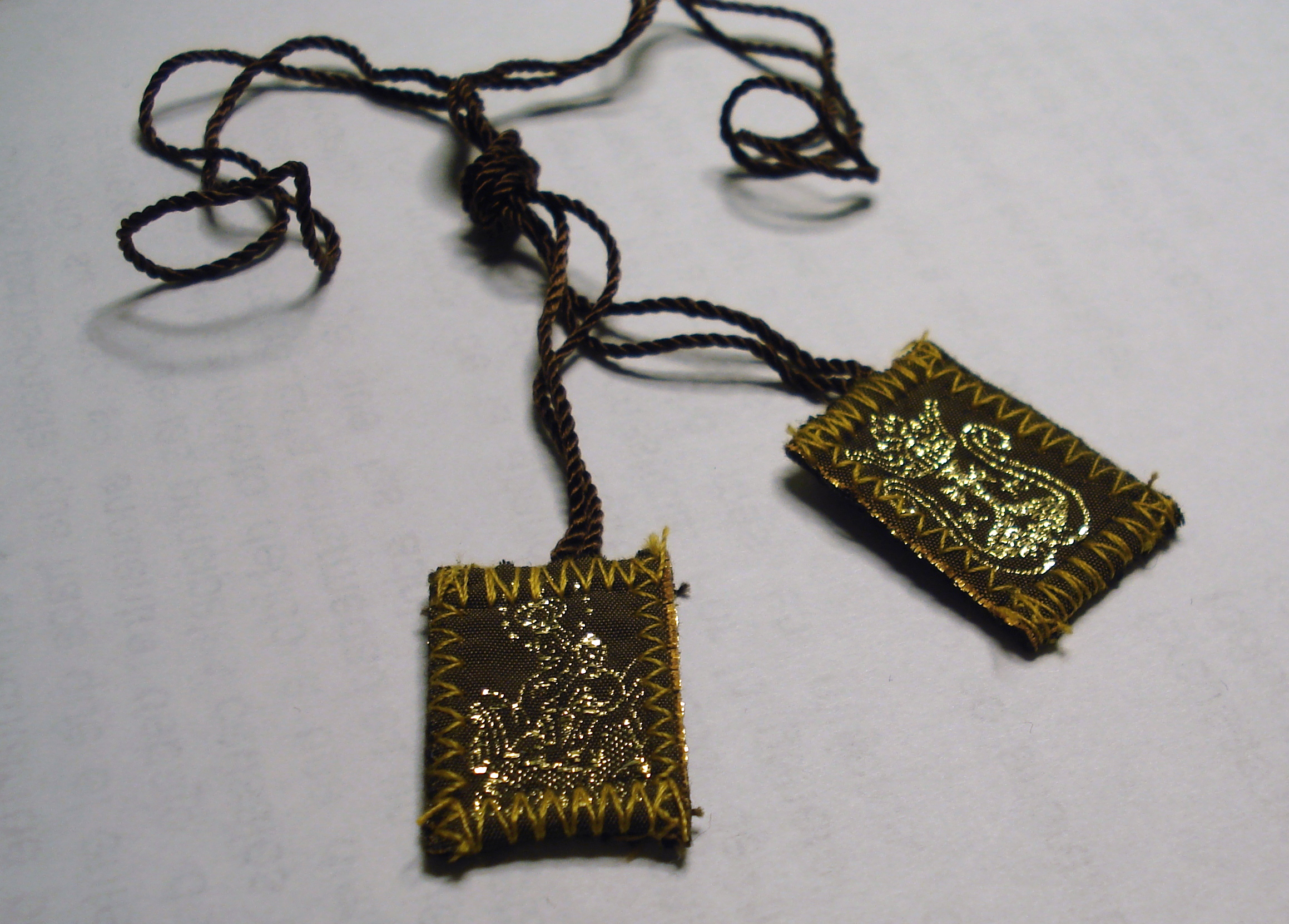
Braunes Skapulier

Von den verschiedenen kleinen Skapulieren ist das Skapulier des Karmel, genannt „das braune Skapulier“ oder einfach nur „das Skapulier“, das bekannteste. Seine Verbreitung verdankt es vor allem einer Verheißung der Jungfrau Maria, die besagt, dass, wer mit diesem Skapulier bekleidet sterbe, nicht das Feuer der Hölle erleiden müsse. Diese Verheißung, die der Überlieferung nach Simon Stock, einem Karmeliten des 13. Jahrhunderts, zuteilwurde, ist von der katholischen Kirche anerkannt. Verstanden wird sie in der Regel so, dass die Fürsprache Mariens den Skapulierträger entweder vor der schweren Sünde bewahrt oder ihn rechtzeitig zur Umkehr bewegt. Das Karmelskapulier muss nach kirchlicher Vorschrift von einem Priester aufgelegt werden, die Mitgliedschaft in einer Skapulierbruderschaft ist jedoch nicht mehr verpflichtend. Deckengemälde, in denen deutlich dargestellte  Skapuliere eine wundertätige Rolle spielen, haben sich aus der Zeit um 1760 in Pístov (Chodová Planá) erhalten.
Auf die Übergabe des Skapuliers an Simon Stock bezieht sich das Kirchen-Patrozinium Heilige Maria vom Skapulier.
Außer dem braunen Skapulier gibt es noch mehrere andere, von der katholischen Kirche als Sakramentalien approbierte Skapuliere, etwa das weiße Skapulier der Trinitarier, das rote Passionsskapulier, das schwarze Passionsskapulier und das blaue Skapulier der Unbefleckten Empfängnis.
Ebenso zu erwähnen ist das fünffache Skapulier: das braune, das weiße, das rote, das schwarze und das blaue Skapulier werden zu einem zusammengenäht – meist liegt das weiße Skapulier der Trinitarier obenauf. Dies ermöglicht dem Träger, an dem Gnadenschatz all dieser fünf Skapuliere teilzuhaben. Das fünffache Skapulier ist wie jedes einzelne von ihnen vom heiligen Stuhl approbiert worden.

## Skapuliermedaille
Jedes der kleinen Skapuliere kann, nachdem es in einem Ritus von einem Priester aufgelegt wurde, durch eine Skapuliermedaille ersetzt werden. Gründe dafür können extreme Hitze, Feuchtigkeit, Allergie gegen Wolle und ähnliches sein. Diese Skapuliermedaille wurde von Papst Pius X. approbiert und zeigt auf der einen Seite das Herz Jesu und auf der anderen Seite die Muttergottes, häufig mit dem Skapulier in der Hand. Dessen ungeachtet wiesen er selbst und Papst Benedikt XVI. darauf hin, dass dem Skapulier der Vorzug vor einer Medaille gegeben werden solle, da der Stoff das sichtbare Zeichen sei, das mit dem Skapulier des Ordens verbinde.